# Jierijärvi (ort)

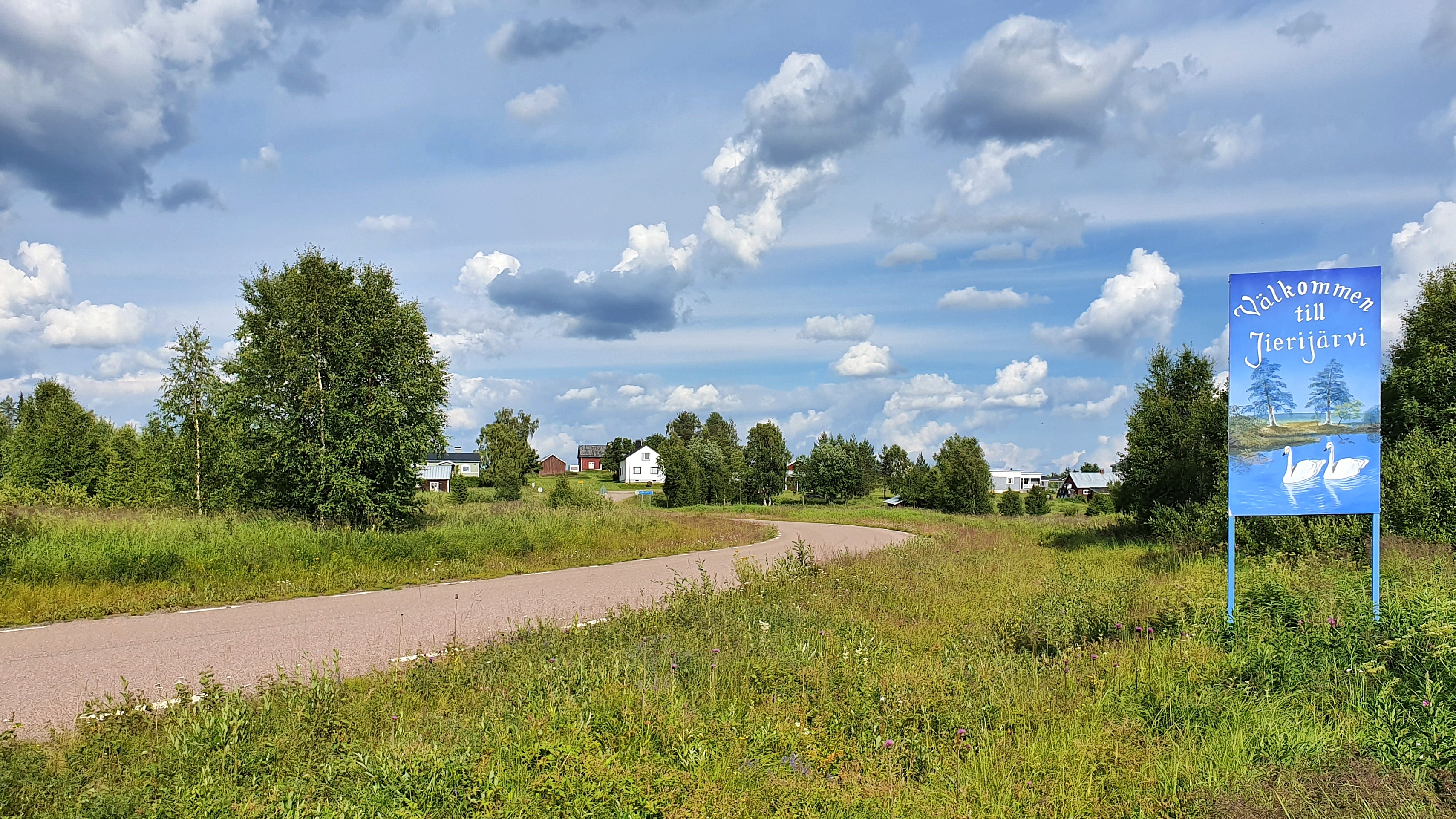
Jierijärvi, juli 2019.

Jierijärvi är en ort i Pajala kommun, Norrbottens län.
Jierijärvi är belägen mellan sjöarna Jierijärvi och Säynäjärvi. 1739 anlände byns första invånare, det var en soldat från Kaulinranta med hustru som uppförde det första hemmanet. Det andra hemmanet uppfördes 1747.
Landsvägen från Korpilombolo och Tärendö uppfördes på 1880-talet och planerades till en början att gå genom byn Jierijärvi. Detta förslag ogillades av ortsborna, vilka fruktade att byn skulle drabbas hårdare av tjuvar. Sedermera lät byborna själva bygga en väg från Jierijärvi till Vittikko. Sedan 1950-talet har byns befolkning minskat kraftigt; 1971 fanns i byn 97 invånare och 1998 endast 37. I första hand har utflyttningarna skett till Gällivare och Malmberget. I augusti fanns det enligt Ratsit 15 personer över 16 år registrerade med Jierijärvi som adress. Byn Lahdenpää grundades till största delen av Jierijärvibor under början av 1800-talet.